# Mangora nonoai
Mangora nonoai là một loài nhện trong họ Araneidae.
Loài này thuộc chi Mangora. Mangora nonoai được Herbert Walter Levi miêu tả năm 2007.